# 崔荆南
崔荆南（1819年1月21日—？年），字孟楚，號雲湘，一號晴江，四川華陽縣（今屬成都市）人。清朝翰林，又善崑曲演奏。
崔荆南於道光二十七年（1847年）考中二甲第二十一名進士，改翰林院庶吉士。年少即得入詞林，顧影自喜。可惜未及散館而卒。
荆南風度優雅，通曉音律，喜好崑曲，善奏蕭管。民國《華陽縣志》有其傳。